# Iana Ciurikova
Iana Ciúrikova (în rusă Яна Алексеевна Чу́рикова; n. 6 noiembrie 1978, Moscova, RSFS Rusă, URSS) este o jurnalistă și prezentatoare de televiziune rusă.
Din 1998 până în 2002 a activat la postul MTV Rusia, în calitate de prezentatoare a unor emisiuni, dar și ca producătoare.
Din aprilie 2002 Ciurikova activează la postul TV Pervîi Kanal, unde a devenit cunoscută prin prezentarea emisiunilor «Доброе утро» (Bună dimineața), «Фабрика звёзд» (Fabrica de staruri), «Золотой граммофон» (Gramofonul de aur), «Жестокие игры» ș.a.
În multiple rânduri ea a comentat concursul Eurovision pentru publicul rus, iar în alte ocazii a anunțat punctajul acordat de Rusia participanților.
Din 1 octombrie 2013 Ciurikova este director general al canalului MTV Rusia.

## Filmografie
- 2006—2010 — serialul «Счастливы вместе» — cameo
- 2006 — Flushed Away — Rita Malone (dublaj în rusă)